# Bāgh Kand
Bāgh Kand (persiska: باغ کند) är en ort i Iran.   Den ligger i provinsen Khorasan, i den nordöstra delen av landet, 800 km öster om huvudstaden Teheran. Bāgh Kand ligger 1 705 meter över havet och antalet invånare är 396.
Terrängen runt Bāgh Kand är kuperad åt sydväst, men åt nordost är den bergig. Runt Bāgh Kand är det ganska tätbefolkat, med 58 invånare per kvadratkilometer. Närmaste större samhälle är Kharkat, 19,8 km väster om Bāgh Kand. Omgivningarna runt Bāgh Kand är i huvudsak ett öppet busklandskap.